# Wacław Haczyński

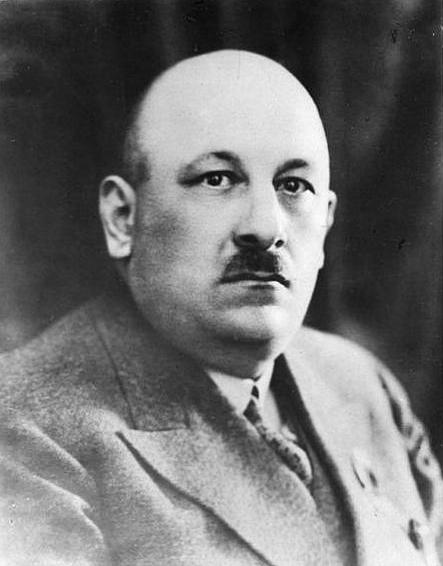
Wacław Haczyński

Wacław Haczyński (ur. 27 stycznia 1894 w Brańszczyku, zm. 16-19 kwietnia 1940 w Katyniu) – polski działacz niepodległościowy i społeczny, rotmistrz Wojska Polskiego, rolnik, polityk, poseł na Sejm w II RP, ofiara zbrodni katyńskiej.

## Życiorys
Syn Wacława, rolnika, administratora majątku, i Kazimiery z Buczelskich urodzony 27 stycznia 1894 w majątku Brańszczyk. Był młodszym bratem Feliksa Tadeusza (1890–1946), dziennikarza. Ukończył sześć klas gimnazjum w Grodnie w 1912 roku.
Od października 1914 roku walczył w 1 pułku ułanów Legionów Polskich. Od 5 lutego do 31 marca 1917 roku był słuchaczem kawaleryjskiego kursu oficerskiego przy 1 pułku ułanów w Ostrołęce. Kurs ukończył z wynikiem dostatecznym w stopniu wachmistrza. Latem tego roku, po kryzysie przysięgowym, został internowany w Szczypiornie, a później w Łomży.
18 grudnia 1918 roku został przyjęty do Wojska Polskiego w stopniu podporucznika. Od 1918 roku służył w 7 pułku ułanów lubelskich na froncie ukraińskim. Walczył m.in. pod Rawą Ruską i Starymi Krukami. Został ciężko ranny w nogi. 

W dniu 26 grudnia 1918 r. 7 p. uł. otrzymał zadanie wyrzucenia oddziału nieprzyjaciela kwaterującego we wsi Kornie koło Rawy Ruskiej. Ponieważ nieprzyjaciel, zauważywszy zbliżających się konno kawalerzystów, otworzył gwałtowny ogień, dowódca dał sygnał do szarży. Na czele szarżujących znalazł się por. Haczyński. W pewnym momencie został ciężko ranny, dwie ekrazytówki strzaskały mu kość udową. Można być pewnym, że wielu oficerów znajdujących się w tej sytuacji pozostałoby na miejscu i starałoby się zsiąść z konia. Por. Haczyński nie tylko tego nie zrobił, ale aby nie spaść z konia, złapał go za szyję i tak galopując naprzód starał się dawać przykład podkomendnym. W tak już więcej niż cięższych warunkach wykonał rozkaz do końca. Przejechał przez okopy i dopiero przy pierwszych chałupach, gdy szwadron się spieszył, aby atakować w opłotkach wsi, pozwolił się z konia zsadzić, będąc prawie bez przytomności. Za czyn ten odznaczony Orderem Virtuti Militari 5 kl. nr 2725

Następnie walczył na froncie litewsko-białoruskim. Po odnowieniu się ran w okresie od września 1919 roku do lutego 1920 roku przebywał w szpitalu. W czerwcu 1920 roku znów był ranny, tym razem w rękę. W lipcu 1921 roku był urlopowany. W listopadzie 1921 roku został zwolniony z czynnej służby w stopniu rotmistrza, jako inwalida wojenny. Później został zweryfikowany w stopniu rotmistrza ze starszeństwem z dniem 1 czerwca 1919 roku w korpusie oficerów jazdy (od 1924 roku – kawalerii). W 1926 roku został przeniesiony do pospolitego ruszenia. W 1934, jako rotmistrz pospolitego ruszenia pozostawał w ewidencji Powiatowej Komendy Uzupełnień Lublin Miasto. Posiadał przydział mobilizacyjny do Oficerskiej Kadry Okręgowej Nr II i był wówczas „przewidziany do użycia w czasie wojny”. W 1939 został zaliczony do pomocniczej służby wojskowej.
W ramach osadnictwa wojskowego otrzymał gospodarstwo rolne we wsi Fundum na Wołyniu o powierzchni 45 ha. Na początku lat 30. objął majątek żony Turka pod Lublinem. 
Od 1934 roku był wójtem gminy Wólka Lubelska (obecnie dzielnica Lublina). Był też członkiem Rady Szkolnej i Rady Powiatowej w Lublinie, członkiem zarządu powiatowego Związku Strzeleckiego w Lublinie i prezesem oddziału związku w Wólce.
Politycznie był związany z BBWR. 
W czasie wyborów w 1935 roku został wybrany 23 341 głosami z listy państwowej w okręgu nr 33 obejmującym powiaty: lubelski-miejski i lubelski. W IV kadencji pracował w komisji komunikacji i wojskowej.

1 września 1939 roku – będąc oficerem pospolitego ruszenia w stopniu mjr. – zgłosił się ochotniczo do wojska. Został przydzielony do sztabu gen. bryg. Mieczysława Smorawińskiego, z którym 14 września ewakuował się na wschód. Walczył nad Narwią i Bugiem. 18 września, po agresji ZSRR na Polskę, dostał się do niewoli sowieckiej w Łucku i po krótkim pobycie w obozie przejściowym w Szepietówce, został osadzony w obozie jenieckim w Kozielsku. W pierwszej połowie kwietnia 1940 roku przekazany do dyspozycji naczelnika smoleńskiego obwodu NKWD – lista wywózkowa nr 032/1 z 14 kwietnia 1940 pozycja 12, teczka personalna nr 2805. Między 16 a 19 kwietnia 1940 roku został zamordowany przez funkcjonariuszy NKWD w Lesie Katyńskim i pogrzebany w bezimiennej mogile zbiorowej, gdzie od 28 lipca 2000 mieści się oficjalnie Polski Cmentarz Wojenny w Katyniu. W miejscu tym prowadzone były ekshumacje i prace archeologiczne. Zidentyfikowany podczas ekshumacji prowadzonej przez Niemców w 1943 roku pod numerem 2808 – dosł. określony jako Haczynski Waclaw. Przy jego szczątkach znaleziono: leg. i Krzyż Virtuti Militari, fotografię, kartę szczep. w Kozielsku 2127, fajkę oraz medalik z łańcuszkiem. Figuruje na liście Komisji Technicznej PCK pod numerem 02808.
5 października 2007 minister obrony narodowej Aleksander Szczygło mianował go pośmiertnie na stopień majora. Awans został ogłoszony 9 listopada 2007 w Warszawie, w trakcie uroczystości „Katyń Pamiętamy – Uczcijmy Pamięć Bohaterów”.

### Życie prywatne
Wacław Haczyński był żonaty z Marią Heleną (1898–1983), wnuczką Aleksandra Bielińskiego, z którą miał syna Jana (ur. 23 listopada 1926) i córkę Hannę (ur. 11 kwietnia 1928).

## Ordery i odznaczenia
- Krzyż Srebrny Orderu Wojskowego Virtuti Militari nr 2725 – 22 marca 1921[33][34]
- Krzyż Niepodległości[1] (1931)
- Krzyż Walecznych czterokrotnie[35][13]
- Odznaka za Rany i Kontuzje z dwiema gwiazdkami[36]
- Odznaka „Za wierną służbę”[36]
- Odznaka pamiątkowa 7 Pułku Ułanów Lubelskich[36]